# Alegre Corrêa

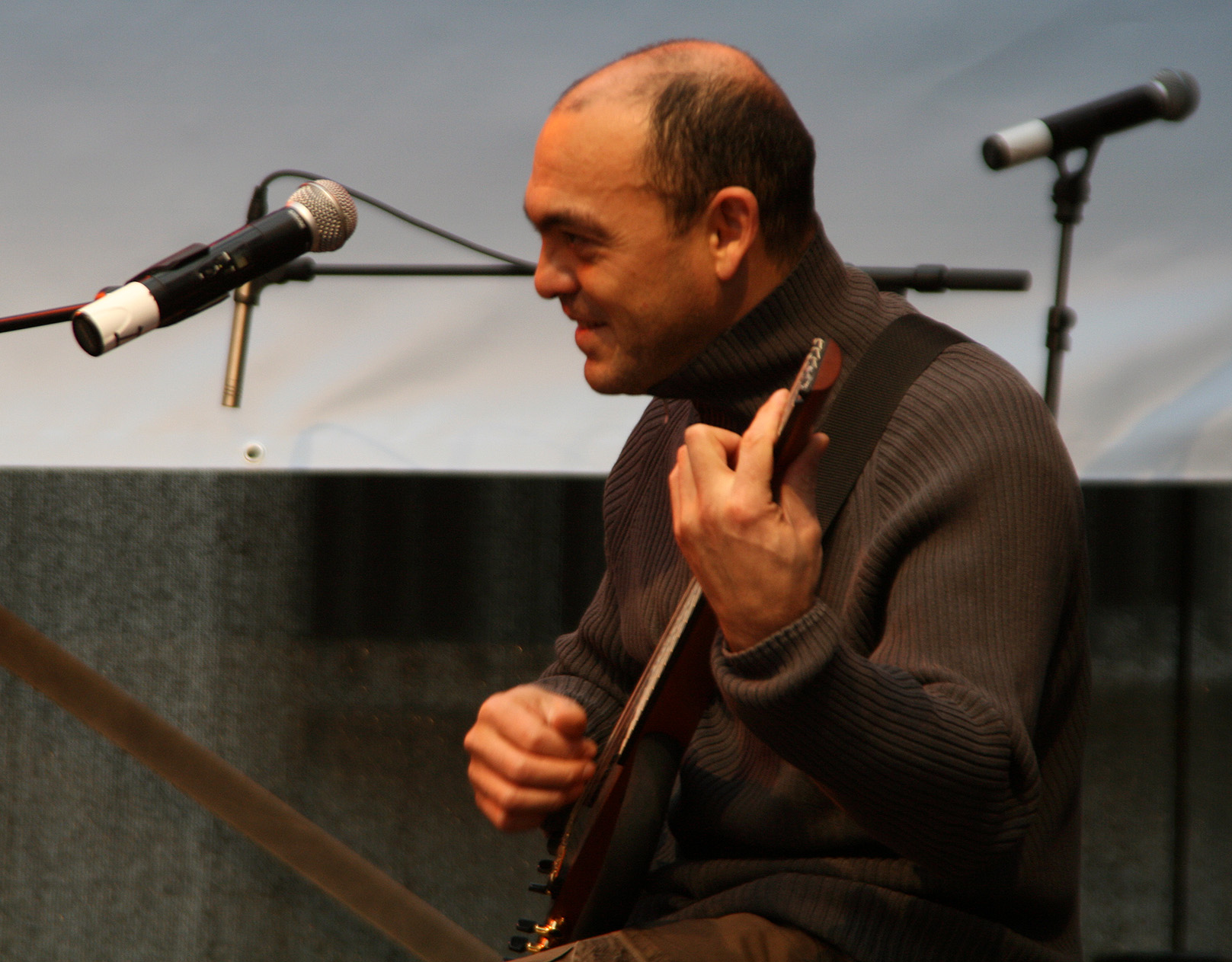
Alegre Corrêa, Konzert mit Sandra Pires (Wien 2007)

Alegre Corrêa (* 9. Juni 1960 in Passo Fundo/Rio Grande do Sul) ist ein brasilianischer Komponist, Jazzgitarrist, -perkussionist und -sänger.

## Werdegang
Corrêa widmete sich bereits im Alter von 13 Jahren ganz der Musik; frühe Einflüsse waren lokale Musikstile Südbrasiliens sowie die Música Popular Brasileira, Jazz, Pop und Funk. Er erhielt beim Fampop in São Paulo (1988) und beim Musicanto-Festival in Rio Grande do Sul (1992) den ersten Preis für Instrumentalkomposition. Nach einer ersten Reise nach Europa 1989 übersiedelte er nach Wien. Dort gründete er 1993 das Alegre Corrêa Sextett - mit Paul Urbanek, Bertl Mayer, Denise Fontoura, Ronaldo Saggiograto und Fernando Paiva - (später Alegre Corrêa Group zusätzlich mit Thomas Kugi und Laurinho Bandeira).
Daneben arbeitete er mit Musikern wie Karl Ratzer, Timna Brauer und Eli Meiri, Krzysztof Dobrek/Roland Neuwirth, Marcelo Onofri sowie dem Vienna Art Orchestra zusammen und trat bei Festivals wie dem Montreux Jazz Festival, bei Florianópolis in Jazz (in Brasilien) und beim WOMAD -Festival in Wiesen (Österreich) auf. Correa war ein Preisträger des Hans-Koller-Preis 2003 in der Sparte „Musiker des Jahres“. Seit 2005 war er festes Mitglied von Joe Zawinuls The Zawinul Syndicate; als Mitglied des Zawinul Syndicate war er an dessen Produktion 75 beteiligt, die 2010 den Grammy 2010 in der Kategorie  „Bestes zeitgenössisches Jazzalbum“ erhielt.

## Diskographie
- Infância, 1993
- Negro Coração, Alegre Corrêa Sextett, 1995
- Terra Mágica, Alegre Corrêa Sextett, 1997
- Handmade, 1999
- Raízes, Alegre Corrêa Group, 2000
- Mauve, 2001
- Brasilianische Schrammeln, 2002
- Conexão Brasil
- Alegre Corrêa / Kornel Horvath Songs of Moment, 2012

## Lexikalischer Eintrag
- Georg Demcisin: Alegre Corrêa. In: Oesterreichisches Musiklexikon. Online-Ausgabe, Wien 2002 ff., ISBN 3-7001-3077-5; Druckausgabe: Band 1, Verlag der Österreichischen Akademie der Wissenschaften, Wien 2002, ISBN 3-7001-3043-0.